# 후쿠시마 노아
후쿠시마 노아(福島ノア) 미디어 믹스 작품 「D4DJ」에 등장하는 유닛 「Photon Maiden」의 멤버 중 한 명.
CV:사토 히나타

## 인물
전국에서 재능 넘치는 소녀들을 모아 만든 Photon Maiden의 멤버 중 한 명.
요요 학원에 다른 멤버와 함께 전학을 왔다.
집에 책이 너무 많아 슬슬 바닥이 빠질지도라고 말할 정도로 비브리오마니아.문학을 좋아하고 장르에 관계없이, 신경이 쓰이는 것은 뭐든지 읽어 버리는 것이라고 한다.그 문학 애호가가 높아 연극에 흥미를 가져, 참가한 워크샵에서 평가되어 퍼포먼스의 길에 뜻을 둔다.호기심이 강하고 지식도 풍부하며, 흥미가 있는 일에는 요설이 된다.
「귀여운 것」에 사족을 못 쓰고, 아이돌을 좋아하는 하나마키 오토카즈와는, 자주 지론을 전개해 겨루고 있다. 하지만 서로 좋은 짝이기도 한 모습.또 그녀에 대해서는 Photon Maiden 결성 전부터 알고 있었지만, 실제로 맞는 인상은 노아가 생각하고 있던 것과는 다른 것인 것 같다.
같은 유닛의 이즈모 사키히메에 대해서는, 귀여워서 눈을 뗄 수 없는 것 같다.
그 밖에도 오오나루토 무니의 토끼귀와 그녀가 가지고 있는 고양이형 스피커 「요시오」가 신경이 쓰이고 있어, 언젠가 만지게 해 주었으면 하고 생각하고 있다.
Lyrical Lily의 시라토리 호도가 여러 사정이 있어 혼자 하교할 때 곧장 집으로 돌아갈까봐 변장하고 지켜보는 등 한 걸음 잘못하면 범죄가 될 수 있는 행동도 종종…….
귀여운 것에 대한 탐구심은 장난이 아니며, 귀여운 것이나 인물을 보았을 때는 정신을 잃고 소리치는 경우가 많다. (본인이 말하기를, "너무 귀여워서 화가 날 것 같아.")구르미쿠 라이브 중에서도
"네 귀여워요!사키짱 200점!!(이즈모사키에게)
"이야아아아아아아아아 귀여운 "이"니 이이에차아아아"(오나루토무에 대하여)
…처럼 폭주하고 있다.특히 후자는 게임 플레이 중에 도통 당할 가능성이 있으므로 조심하자….
그런 노아의 캐릭터성은 공식도 디글러도 이해하고 있는 듯, 2021년에 구르미쿠에서 행해진 셔플 유닛 투표에서는, 「노아&무니&호도&사키히메」의 유닛이 1위를 획득.
유닛명 「퀴와 삐아♡」(명명은 안의 사람 본인)으로서 신곡 「너의♡(라부)」가 제작되었다.
그리고 2022년 9월 11일에는 후쿠시마 노아 presents KAWAII.FES가 개최되어 큐와 피아♡의 멤버를 포함한 Happy Around!, Lyrical Lily, Photon Maiden이 집결한 합동 라이브가 개최되었다.라이브 타이틀로 한 캐릭터에 초점이 맞춰지는 것은 전례가 없어 D4DJ 최초의 쾌거라 할 수 있다.물론, 이 라이브로 큐-피-♡에 의한 「너의♡(라부)」가 처음으로 선보였다.

## 미니애니메이션에서의 활약?
미니 애니메이션 「푸치미쿠」에서는, 애니메이션 본편에서는 보여주지 않았던 강렬한 캐릭터성을 발휘하고 있다.
첫 선을 보인 2021년 설날 특집 방송에서는 신년사에서 곧바로 사키히메의 무당 모습을 망상하고 혼자만 폭주하고 있었다.
그 후의 본방송에서는, 4화에서 나레이션으로부터 「상궤를 벗어난 집착과 버릇」이라고 칭해져(색채의 공감각을 가지는) 사키히메에게도 「새빨갛다」의 이미지를 받고 있다.
그리고, 21화 『리리카루도리~무♪노아노아랜드』에서는 Lyrical Lily 멤버 4명을 납치범 특유의 입담과 계획성으로 집으로 포장하는 행위가 그려져 디글러들을 발칵 뒤집었다.
여기에는 담당 성우도, 연기한 본인이지만 「엄청나게 호러회입니다(웃음)」라고 하는 것….
덧붙여서, 2024년 1월 24일에 전달된 「D4DJ 쇼트 애니메이션」 제13화 「귀여운 하츠루」(참고로, 이 이야기는 「D4DJ 쇼트 애니메이션」의 최종화이다)에서도 등장하고 있다.덧붙여 Photon Maiden의 멤버중에서 유일하게 출연하고 있다(노아 이외의 3명은 미출연).
사막에 조난당한 노아가 말하는 선인장(CV:마에다 세이지)과 만나 선인장의 조언을 들은 노아는 이 얼마나 귀여운 인정 라인을 변경하고, 선인장에 대해 귀엽다고 느껴버렸고, 그리고 선인장에 껴안았다(하지만 가시가 있는 선인장에 안았다는 이유도 있는지, 안는 순간 유혈(당연히 모자이크 처리되어 있다)한데다, 1년이나 선인장에 껴안고 있었다(심지어 백골화되어 있다)는 전개가 그려졌다.
다른 미니애니메이션에서도 역시 노아의 상궤를 벗어난 집착과 버릇은 바뀌지 않았다.

## 그녀의 '귀엽다'의 비밀
위에서 언급했듯이 후쿠시마 노아의 귀여운 열정은 상궤를 벗어난다.그럼, 무엇이 후쿠시마 노아를 여기까지 몰고 가는가 하면, 어느 인물과의 邂逅로부터 모든 것은 시작된 것이 Lyrical Lily의 시라토리 호도와의 릴레이션 이벤트 「귀여운 그 아이와 귀여운 나」에서 이야기되었다.
후쿠시마 노아는 매우 재주가 있는 사람으로, 옛날부터 재녀로 불렸다.사실 구르미크에서도 미아 상대로 완벽한 복화술을 선보이거나 하룻밤 사이에 오리지널 극의 각본을 써내거나 모스 신호를 이해하고 발신하는 등 다양한 지식과 기술을 발휘하고 있다.애초에 춤이나 음악 경험 없이 포톤에 들어간 것은 그녀뿐인 것에서도 그 잠재력이 살아있음을 알 수 있다.한편, 그렇게 혼자서 뭐든지 할 수 있는 것은, 주위로부터 사람을 멀리하는 원인이 되기도 했던 것 같다.옛 노아가 쓴 글에는 이렇게 적혀 있었다.
"선생님도 반 친구들도 내가 혼자서 뭐든지 할 수 있는 여자라고 생각해……"
「모두로부터 귀여워하고 있는 것 같다...같은 반의 그 아이는, 귀여워로부터 도움을 받고 있는데...」
Photon Maiden을 주인공으로 한 코믹스 D4DJ-The Starting of Photon Maiden-에서도, 오디션의 합격 발표로 후쿠시마 노아의 이름이 불렸을 때에, 그녀를 아는 다른 참가자가 그녀의 공부나 운동, 요리에까지 미치는 재능을 소문해 「그것은 이길 수 없어…」라고 포기해, 낙담하고 있어, 그 재능이 주위를 경외시켜 버리는 모습이 그려져 있었다.
노아 자신도 그것을 어떻게 해야 할지 몰라, 주위에 의지하지 못하고 또 귀여워하는 악순환에 빠져 있었다.그런 상황을 무찌르기 위해 어린 후쿠시마 노아는 자신이 '귀엽다'가 아니라 '귀엽다'고 생각할 수 있도록 노력하게 된다.그것이 그녀에게 귀여운 시작이었다. 그녀는 귀여운 연구를 위해 귀여운 것 리포트를 쓰기 시작한다.이것은 현재야말로 일상에서 발견한 「귀여움」을 기록해 가는 것(참고로 이즈모 사키히메는 4105번째로 기록되어 있다)이지만, 당초의 목적은 조금 다르고, 자신이 귀엽다고 생각되기 위해 귀여운 여자아이를 연구하고 도입하려는 것이었다.
그럴 때 노아의 친정 화과자집 단골이었던 할아버지가 백조호도를 데려온다.
그때의 호도는 귀여운 것 리포트에 이렇게 적혀 있었다.
오늘 단골 할아버지가 모르는 여자아이를 데리고 왔다.굉장히 귀여운 아이였다……」
「나는 저런 귀여운 아이가 될 수 없어……」 그래도 그걸로 됐어.왜냐면 보기만 해도 행복한 기분이 될 수 있으니까……」
그날을 기점으로 그녀는 '귀여운 아이가 되고 싶다'가 아니라 '귀여운 것에 둘러싸여 있고 싶다'고 바라게 된 것이다.
「세계에는 귀여운 것이 넘치고 있다…….이 세계에 귀여운 것이 있는 한, 나는 살아갈 수 있다……」
이것이, 「귀여움을 세계에 퍼뜨리고 싶다」라고 하는 꿈을 내걸고, 우직하게 행동하는 후쿠시마 노아의 탄생이며, 그 근저에는 「귀여움」이라고 하는 개념에 대한 동경이 있었던 것이다.